# Kardinal Offishall
Jason D. Harrow (n. 11 de mayo de 1976) popularmente conocido por su nombre artístico Kardinal Offishall (que se pronuncia / kɑ ː rdɪnæl oʊfɪʃæl /), es un cantante y productor canadiense de hip-hop. Está acreditado como el "Embajador del hip-hop", y es bien conocido por su influencia dancehall y reggae de estilo hip-hop.

## Biografía
Jason D. Harrow nació en Scarborough, Ontario, en Toronto, hijo de padres inmigrantes provenientes de Jamaica. Más tarde se asentaron en el Oakwood-Vaughan, barrio de York, Ontario, en el West End de Toronto. Harrow comenzó a rapear a la edad de ocho años y fue ganando concursos cuando tenía 12. A los 14 años, actuó en vivo y en el escenario por primera vez, con Nelson Mandela presente durante su primera visita a Toronto después de su liberación de la prisión. En 1993, decidió cambiar su alias "KoolAid", para pasar a llamarse "Kardinal Offishall" después de inspirarse en el gran político francés del siglo XVII, el cardenal Richelieu.
Kardinal firmó un contrato con Warner/Chappell Music de Canadá a la edad de 20. En 1996, lanzó su primer single "Naughty Dread", que fue incluido en el compilado Rap Essentials Volume One y le valió una nominación al Premio Juno a la Mejor Grabación de Rap. En 1997, Kardinal lanzó su álbum debut Eye & I a través de Capitol Hill Music. El sencillo del álbum, "On Wit Da Show", tuvo una considerable rotación del vídeo en MuchMusic. En 1998, "Northern Touch" una colaboración junto a los raperos Rascalz, Choclair, Checkmate y Thrust, fue premiado como sencillo ganador por Juno.
El EP Husslin' se lanzó el 11 de abril de 2000. Editado de manera independientemente a través de Figure IV Entertainment y distribuido por Fat Beats Records en los Estados Unidos. En 2000, firmó con MCA Records y al año siguiente lanzó su segundo álbum Quest for Fire: Firestarter, Vol. 1, que dio lugar a los éxitos "BaKardi Slang" y "Ol' Time Killin'". El álbum fue nominado a Mejor Grabación de Rap en los Premios Juno 2002.
Después de que MCA cerró en 2003, el esperado álbum de Kardinal, Firestarter Vol. 2: The F-Word Theory se archivó junto con el sencillo y video para "Belly Dancer" con la colaboración de Pharrell, y Kardinal finalmente no tuvo lugar para publicar su trabajo. Si el álbum se hubiese lanzado, tendría la producción de Timbaland y The Neptunes, entre otros. Mientras publicó un mixtape independiente titulado Kill Bloodclott Bill.
En 2004 funda su discográfica independiente Black Jays, lo que le sirvió para lanzar su esperado segundo álbum titulado Fire and Glory el 15 de noviembre de 2005, a través de Virgin Records en Canadá solamente. Éste incluye los sencillos "Everyday (Rudebwoy)" y "Heads Up". El álbum fue nominado para Mejor grabación de rap en los Premio Juno 2006.
Not 4 Sale su cuarto álbum de estudio se lanzó el 9 de septiembre de 2008 a través de Kon Live / Geffen Records, convirtiéndose es su segundo álbum internacional editado por las grandes discográficas, después de Quest for Fire: Firestarter, Vol. 1 del 2001. Significó el éxito decisivo de su carrera, generando el top 5 en el Billboard Hot 100, "Dangerous". Mientras en el Billboard 200, el álbum debutó en el número 40 y en Canadá, debutó en el número 8 en la lista de álbumes canadienses. El álbum recibió críticas generalmente favorables de críticos musicales. Allmusic le dio 4 de 5 estrellas, llamándolo "un álbum completamente sólido". El álbum ganó el premio por Mejor grabación de rap en los Premios Juno 2009.
En 2008, apareció en la versión remezclada por RedOne del sencillo Just Dance de Lady Gaga. En 2010, colaboró en una versión benéfica de "Wavin' Flag" junto a Young Artists for Haiti. También apareció en el sencillo caritativo "True Colors" junto a Artists Against Bullying. El 16 de diciembre de 2013, se unió a Universal Music Canada como Director Ejecutivo Creativo de A&R. Además del desarrollo del talento canadiense, también ha expresado interés en desarrollar talentos internacionales, afirmando que "estoy buscando nuevas figuras en todo el mundo". El 30 de octubre de 2015, lanzó su quinto álbum de estudio Kardi Gras, Vol. 1: The Clash, que generó el sencillo "That Chick Right There", que alcanzó el puesto 68 en el Canadian Hot 100.

## Discografía

### Álbumes
| Información de álbum |
| --- |
| Eye & I - Lanzamiento: Diciembre 1997 - Sello discográfico: Capitol Hill Music - CRIA certification: N/A - RIAA certification: N/A |
| Quest for Fire: Firestarter, Vol. 1 - Lanzamiento: 22 de mayo del 2001 - Sello discográfico: MCA Records - CRIA certification: Oro (50,000 copias) - RIAA certification: N/A                                                               |
| Fire and Glory - Lanzamiento: 15 de noviembre de 2005 - Sello discográfico: EMI/Virgin Music Canada - CRIA certification: N/A - RIAA certification: N/A                                                                                    |
| Not 4 Sale - Lanzamiento: 9 de septiembre de 2008 - Sello discográfico: Kon Live/Geffen Records - Chart positions: #40 US, #8 CAN - CRIA certification: 4,247 copies (primera semana) - RIAA certification: 11,869 copies (primera semana) |
| Kardi Gras, Vol. 1: The Clash - Lanzamiento: 30 de octubre de 2015 - Sello discográfico: Black Stone Colleagues/Universal |

### Mixtapes y EP
- Husslin' (2000)
- DJ Cipha Sounds - Fahrenheit/416 (2004)
- Kill Bloodclott Bill (2004)
- DJ Cipha Sounds - They Call It Murrrda! (2006)
- DJ Whoo Kid & Kardinal Offishall - Canadian Coke (2006)
- Clinton Sparks Presents: Do The Right Thing (2007)
- Kardinal Offishall - Akon - Clinton Sparks Present: Limited Time Only (2008)
- Allow Me to Re-Introduce Myself (2012)

### Sencillos
| Year | Single                                                                             | Peak positions | Peak positions | Album                               |
| Year | Single                                                                             | CAN            | EUA            | Album                               |
| ---- | ---------------------------------------------------------------------------------- | -------------- | -------------- | ----------------------------------- |
| 1997 | "Naughty Dread"                                                                    | —              | —              | Eye & I                             |
| 1998 | "On Wit Da Show"                                                                   | 91             | —              | Eye & I                             |
| 1998 | "Northern Touch" (Rascalz con Kardinal Offishall, Choclair, Checkmate & Thrust)    | 41             | —              | Cash Crop                           |
| 2000 | "Husslin'"                                                                         | —              | —              | Quest for Fire: Firestarter, Vol. 1 |
| 2000 | "Money Jane" (Baby Blue Soundcrew con Kardinal Offishall, Sean Paul & Jully Black) | 24             | —              | Quest for Fire: Firestarter, Vol. 1 |
| 2001 | "BaKardi Slang"                                                                    | 19             | —              | Quest for Fire: Firestarter, Vol. 1 |
| 2001 | "Ol' Time Killin'" (con Jully Black, Allistair, IRS & Wio-K)                       | 32             | —              | Quest for Fire: Firestarter, Vol. 1 |
| 2001 | "Powerfulll" (con Jully Black)                                                     | —              | —              | Quest for Fire: Firestarter, Vol. 1 |
| 2003 | "Belly Dancer" (con Pharrell)                                                      | —              | —              | Non-album single                    |
| 2005 | "Heads Up"                                                                         | —              | —              | Fire and Glory                      |
| 2005 | "Everyday (Rudebwoy)" (con Ray Robinson)                                           | 16             | —              | Fire and Glory                      |
| 2006 | "Feel Alright"                                                                     | 40             | —              | Fire and Glory                      |
| 2008 | "Dangerous" (con Akon)                                                             | 2              | 5              | Not 4 Sale                          |
| 2008 | "Burnt" (con Lindo P)                                                              | —              | —              | Not 4 Sale                          |
| 2008 | "Set It Off" (con Clipse)                                                          | —              | —              | Not 4 Sale                          |
| 2008 | "Numba 1 (Tide Is High)" (con Keri Hilson)                                         | 38             | —              | Not 4 Sale                          |
| 2009 | "Put Your Drinks Up" (junto a DJ Mad con Fatman Scoop)                             | —              | —              | Sencillos sin álbum                 |
| 2009 | "Clear!"                                                                           | 57             | —              | Sencillos sin álbum                 |
| 2009 | "We Gon' Go" (con Darryl Riley)                                                    | —              | —              | Sencillos sin álbum                 |
| 2010 | "Body Bounce" (con Akon)                                                           | 16             | —              | Sencillos sin álbum                 |
| 2010 | "The Anthem"                                                                       | —              | —              | Sencillos sin álbum                 |
| 2011 | "Smash the Club" (con Pitbull, Lil Jon & Clinton Sparks)                           | —              | —              | Sencillos sin álbum                 |
| 2011 | "Anywhere (Ol' Time Killin' Part 2)"                                               | —              | —              | Sencillos sin álbum                 |
| 2012 | "Ignorant"                                                                         | —              | —              | Sencillos sin álbum                 |
| 2012 | "Reppin for My City (The Anthem, Pt. 2)" (con WizKid)                              | —              | —              | Sencillos sin álbum                 |
| 2012 | "Turn It Up" (con Karl Wolf)                                                       | 32             | —              | Sencillos sin álbum                 |
| 2014 | "I'm a Star" (junto a DJ Snake con Quinn Marie)                                    | —              | —              | Sencillos sin álbum                 |
| 2014 | "That Chick Right There" (con Chaisson)                                            | 68             | —              | Kardi Gras, Vol. 1: The Clash       |
| 2015 | "Baby It's U!"                                                                     | —              | —              | Kardi Gras, Vol. 1: The Clash       |
| 2017 | "Winner" (con Celebrity Maurauders, Joey Montana & Pree)                           | —              | —              |                                     |

Colaboraciones
- 2001: Ghetto Concept con Kardinal Offishall, Maestro, Snow, Red-1, & Ironside – "Still Too Much"
- 2003: Glenn Lewis con Kardinal Offishall – "Back for More"
- 2003: Texas con Kardinal Offishall –"Carnival Girl"
- 2004: Melanie Durrant con Kardinal Offishall – "Let Me"
- 2005: Melanie Durrant con Kardinal Offishall – "Bang Bang"
- 2005: Exile con Kardinal Offishall – "Smoke & Mirrors"
- 2007: Marco Polo con Kardinal Offishall – "War"
- 2008: Baba Kahn con Kardinal Offishall, Sunny Brown & Lomaticc – "Tonight"
- 2009: Akon con Colby O'Donis & Kardinal Offishall – "Beautiful"
- 2009: Crookers con Kardinal Offishall & Carla-Marie – "Put Your Hands on Me"
- 2009: Pussycat Dolls con Snoop Dogg & Kardinal Offishall – "Bottle Pop (Digital Dog Remix)"
- 2010: illScarlett con Kardinal Offishall – "Milkshakes & Razorblades"
- 2010: Estelle con Kardinal Offishall – "Freak"
- 2010: Raghav con Kardinal Offishall – "So Much"
- 2011: Audio Playground con Kardinal Offishall – "Famous"
- 2011: Karl Wolf con Kardinal Offishall – "Ghetto Love"
- 2011: Mimoza Duot con Kardinal Offishall – "Love"
- 2012: "True Colors" (junto a Artists Against Bullying)
- 2012: Eric Turner con Kardinal Offishall, Wretch 32 & Professor Green – "Stylechanger"
- 2013: JRDN con Kardinal Offishall – "Can't Choose"
- 2013: Maestro Fresh Wes con Kardinal Offishall – "Dearly Departed"
- 2015: Lucas DiPasquale con Stylo G, Kardinal Offishall & Koshens – "Do It Like"
- 2016: Karl Wolf con Kardinal Offishall – "Amateur At Love (Remix)"
- 2016: Neon Dreams con Kardinal Offishall – "Marching Bands"